# Buisson (Antey-Saint-André)
Buisson (pron. fr. AFI: [bµisɔ̃]) è una frazione del comune di Antey-Saint-André in Valle d'Aosta. Da questa frazione parte anche la funivia che porta a Chamois, il comune più alto della Valle d'Aosta, raggiungibile solo attraverso questo mezzo.

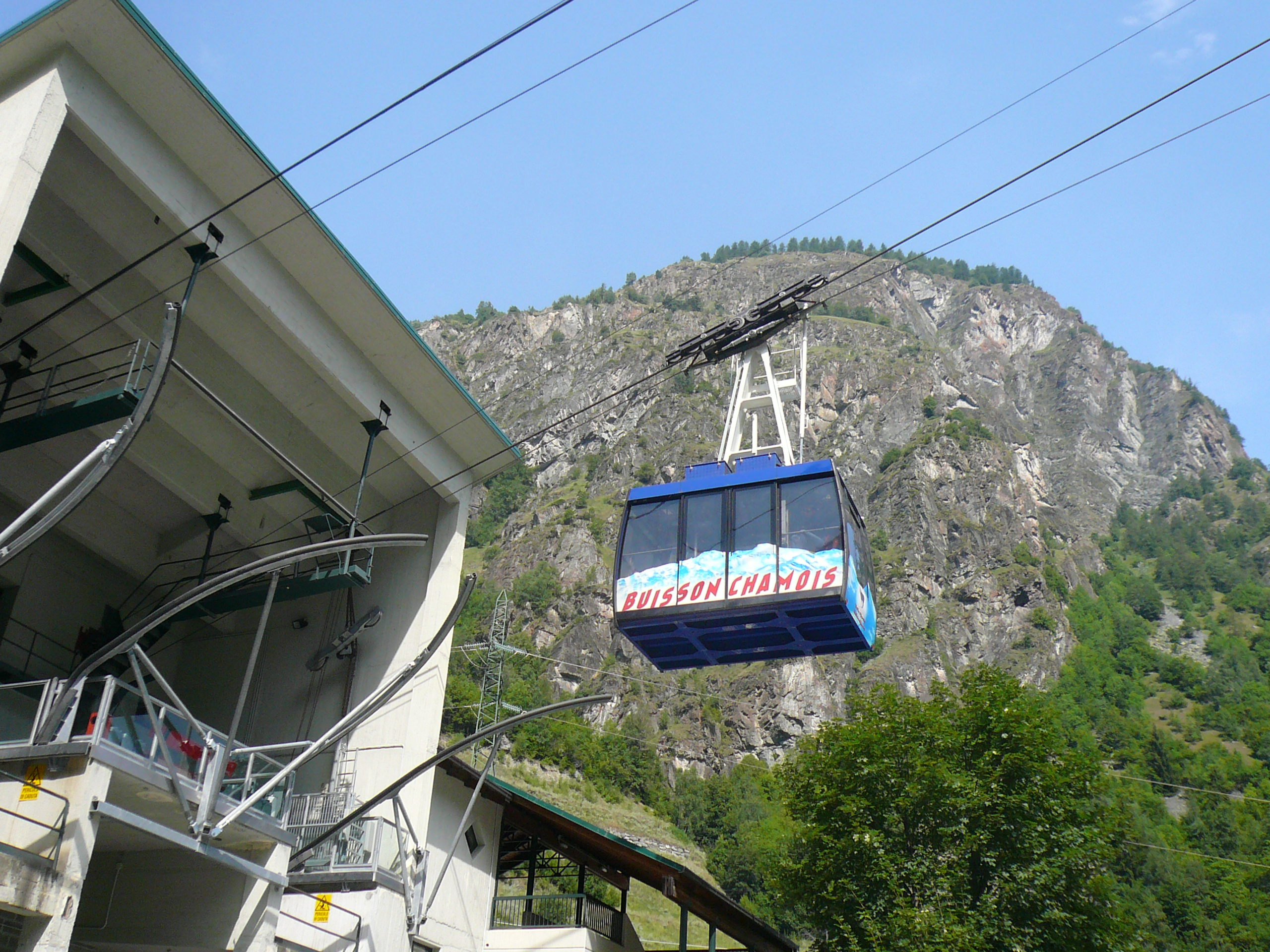
La funivia in partenza da Buisson